# Liste deutschsprachiger Schriftsteller/Z
Hinweis: Die Umlaute ä, ö, ü werden wie die einfachen Vokale a, o, u eingeordnet, der Buchstabe ß wie ss. Dagegen werden ae, oe, ue unabhängig von der Aussprache immer als zwei Buchstaben behandelt 

## Za
- Eugen Zabel (1851–1924)
- Ferdinand Zacchi (1884–1966)
- Manfred Zach (1947)
- Justus Friedrich Wilhelm Zachariae (1726–1777)
- Alfred Zacharias (1901–1998)
- Ernst Zacharias (1890–1963)
- Rumjana Zacharieva (1950)
- Heinz Zache (1916)
- Hermann H. Zagel (1859–1936)
- Peter-Paul Zahl (1944–2011)
- Ernst Zahn (1867–1952)
- Daniel Zahno (1963)
- Norbert Zähringer (1967)
- Feridun Zaimoğlu (1964)
- Eduard Zak (1906–1979)
- Herbert Zand (1923–1970)
- Hans Conrad Zander (1937)
- Judith Zander (1980)
- Arthur Zapp (1852–1925)
- Burgy Zapp (1978)
- Carl Zastrow (1836–1903)
- Sidonia Hedwig Zäunemann (1711–1740)
- Friedrich Zauner (1936–2022)
- Georg Zauner (1920–1997)
- Hansjörg Zauner (1959–2017)

## Ze
- Paul Zech (1881–1946)
- Marie Zedelius (1826–1892)
- Theodore Zedelius (1834–1905)
- Joseph Christian von Zedlitz (1790–1862)
- Franz Zedtwitz (1906–1942)
- Dorothea Zeemann (1909–1993)
- Juli Zeh (1974)
- Ludwig Zehetner (1939)
- Paul Gerhard Zeidler (1879–1947)
- Susanna Elisabeth Zeidler (1657–≈1706)
- Peter Zeindler (1934–2023)
- Franz Zeise (1869–1966)
- August Hermann Zeiz (1893–1964)
- Eva Zeller (1923–2022)
- Felicia Zeller (1970)
- Helene Johanna Zeller (1878–1964)
- Louise Zeller (1823–1889)
- Michael Zeller (1944)
- Joachim Zelter (1962)
- Oskar Zemme (* 1931)
- Georg Zenk (1946)
- Hartmut Zenker (1922–1991)
- Helmut Zenker (1949–2003)
- Emilie Zenneck (1867–1944)
- Klaus Zenner (1915–?)
- Rosemarie Zens (1944)
- Julius Zerfass (1886–1956)
- Heinrich Zerkaulen (1892–1954)
- Otto Zerlik (1907–1989)
- Guido Zernatto (1903–1943)
- Julius Zerzer (1889–1971)
- Philipp von Zesen (1619–1689)
- Karl Zetter (1842–1909)
- Zephyrin Zettl (1876–1935)

## Zg
- Friedrich Pruss von Zglinicki (1895–1986)

## Zi
- Karl Ziak (1902–1987)
- Ursula Ziebarth (1921–2018)
- Henning Ziebritzki (1961)
- Alexander Ziegler (1944–1987)
- Ulrich Zieger (1961–2015)
- Marianne von Ziegler (1695–1760)
- Reinhold Ziegler (1955–2017)
- Thomas Ziegler, eigentlich Rainer Zubeil (1956)
- Ulf Erdmann Ziegler (1959)
- Heinrich Anselm von Ziegler und Kliphausen (1663–1697)
- Erika Ziegler-Stege (1909–1997)
- Adam Zielinski (1929–2010)
- Michael Zielonka (1942–2018)
- Jochen Ziem (1932–1994)
- Ludwig Ziemssen (1823–1895)
- O. P. Zier, eigentlich Othmar Peter Zierlinger (1954)
- Otto Zierer (1909–1983)
- Herbert Ziergiebel (1922–1988)
- Maria Zierer-Steinmüller (1895–1979)
- Heinz-Jürgen Zierke (1926–2015)
- Wilhelm Zierow (1870–1945)
- Gisela Zies (1939)
- Maxim Ziese (1901–1955)
- Kurt Ziesel (1911–2001)
- Paul Zifferer (1879–1929)
- Heinrich Zillich (1898–1988)
- Werner Zillig (1949)
- Dieter E. Zimmer (1934–2020)
- Max Zimmering (1909–1973)
- Katharina Zimmermann (1933–2022)
- Peter Zimmermann (1961)
- Wilhelm Zimmermann (1807–1878)
- Reiner Zimnik (1930–2021)
- Julius Wilhelm Zincgref (1591–1635)
- Karl Theodor Zingeler (1845–1923)
- Ignaz Vinzenz Zingerle (1825–1892)
- Peter Zingler (1944–2022)
- Marianne Zink (1926–2018)
- Adelbert Alexander Zinn (1880–1941)
- Dorit Zinn (1940)
- Hedda Zinner (1905–1994)
- Nikolaus Ludwig von Zinzendorf (1700–1760)
- Katrin Zipse (1964)
- Hanns Zischler (1947)
- Arnulf Zitelmann (1929–2023)
- Kathinka Zitz (1801–1877)
- Yvonne Zitzmann (1976)

## Zl – Zs
- Franz Josef Zlatnik (1871–1933)
- Fedor von Zobeltitz (1857–1934)
- Hanns von Zobeltitz (1853–1918)
- Hans Zöberlein (1895–1964)
- Joseph Zoderer (1935–2022)
- Otto Zoff (1890–1963)
- Ferdinand Zöhrer (1844–1901)
- Charlotte Zoeller-Lionheart (1843–1913)
- Elisabeth Zöller (1945)
- Hektor Zollikofer (1799–1853)
- Albin Zollinger (1895–1941)
- Angelika Zöllner (1948)
- Richard Zoozmann (1863–1934)
- Emil Zopfi (1943)
- Gerda Zorn (1920–2021)
- Annemarie Zornack (1932–2023)
- Roland Zoss (1951)
- Kurt Zotz (1899–1958)
- Volker Zotz (1956)
- Heinrich Zschokke (1771–1848)
- Matthias Zschokke (1954)
- Gerald Zschorsch (1951)
- Luise Zschöttge (1908–?)

## Zu – Zw
- Kurt Zube (1905–1991)
- Anton Wilhelm von Zuccalmaglio (1803–1869)
- Vinzenz Jakob von Zuccalmaglio (1806–1876)
- Karl Zuchardt (1887–1968)
- Renée Zucker (1954)
- Hugo Zuckermann (1881–1914)
- Carl Zuckmayer (1896–1977)
- Manfred Züfle (1936–2007)
- Frank T. Zumbach (1953)
- Friedrich Joseph Zumbach (1774–1860)
- Joachim Zünder (1956)
- Otto zur Linde (1873–1938)
- Johannes Richard zur Megede (1864–1906)
- Otto C. A. zur Nedden (1902–1994)
- Unica Zürn (1916–1970)
- Harald Zusanek (1922–1989)
- Arnold Zweig (1887–1968)
- Max Zweig (1892–1992)
- Stefan Zweig (1881–1942)
- Stefanie Zweig (1932–2014)
- Gerhard Zwerenz (1925–2015)
- Jan Zweyer, eigentlich Rüdiger Richartz (1953)
- Dieter Zwicky (1957)
- Hans von Zwiedineck-Südenhorst (1845–1906)
- Frank Gerhard Zwillinger (1909–1989)